# Southill
Southill é um moderno subúrbio de Weymouth, no condado de Dorset, e está a aproximadamente 2 milhas (3 quilômetros) ao norte do centro da cidade. Seu desenvolvimento se deu na costa oeste de Radipole Lake a partir dos anos 60.
No centro da cidade existe um correio, erroneamente nomeado Correio South Hill, um pequeno centro de compras, um centro comunitário, uma igreja e um pub, o John Gregory. Em 1970 foi construída uma escola primária.
Southill faz parte da área de Radipole, as montanhas dividem Radipole e Weymouth.